# فويسلاف ستانكوفيتش
فويسلاف ستانكوفيتش (بالصربية: Војислав Станковић)‏ هو لاعب كرة قدم صربي في مركز الدفاع، ولد في 22 سبتمبر 1987 في فرانيي في صربيا. شارك مع منتخب صربيا لكرة القدم. أما مع النوادي، فقد لعب مع نادي أو إف كيه بيوغراد ونادي بارتيزان ونادي قبله ونادي كشله.

## وصلات خارجية
- فويسلاف ستانكوفيتش على موقع الاتحاد الأوربي (الإنجليزية)
- فويسلاف ستانكوفيتش على موقع قاعدة بيانات كرة القدم.إي يو (الإنجليزية)
- فويسلاف ستانكوفيتش على موقع ناشيونال فوتبول تيمز (الإنجليزية)
- فويسلاف ستانكوفيتش على موقع Soccerway.com (الإنجليزية)
- فويسلاف ستانكوفيتش على موقع عالم كرة القدم.نت (الإنجليزية)
- فويسلاف ستانكوفيتش على موقع AS.com (الإسبانية)